# Wereldmuseum Rotterdam
Le Wereldmuseum (en français, musée du monde) est un musée ethnographique néerlandais, fondé en 1883 à Rotterdam, dans la province de Hollande-Méridionale. Il est consacré à l'histoire de diverses cultures non occidentales.
Il a succédé au Museum voor Land en Volkenkunde et est installé dans l'ancien bâtiment du Club nautique royal (nl) de Rotterdam, dans le quartier de Scheepvaartkwartier.

## Histoire
Le musée fut fondé en 1883 et a ouvert ses portes le 1er mai 1885. Le bâtiment date de 1851 et a été élargi d'un étage en 1910, à la suite de l'expansion de la collection. Après la mort du prince Henri d'Orange-Nassau en 1879, le président du club nautique, le bâtiment est acheté par la commune de Rotterdam.